# Oering
Oering er en by og en kommune i det nordlige Tyskland, beliggende i Amt Itzstedt i den sydlige del af Kreis Segeberg. Kreis Segeberg ligger i den sydøstlige del af delstaten Slesvig-Holsten.

## Geografi
Oering ligger omkring 17 km nordøst for Norderstedt i nærheden af Bundesstraße B 432 der går mellem Hamborg og Bad Segeberg sydøst for kommunen.